# St. Johnstone Football Club 2022-2023
Questa voce raccoglie le informazioni riguardanti il St. Johnstone Football Club nelle competizioni ufficiali della stagione 2022-2023.

## Stagione
- In Scottish Premiership il St. Johnstone si classifica al 9º posto (43 punti), dietro all'Livingston e davanti al Kilmarnock
- In Scottish Cup viene eliminato al quarto turno contro i Rangers (0-1).
- In Scottish League Cup viene inserito nel gruppo F insieme a Annan Athletic, Queen of the South, Ayr Utd, Elgin City, classificandosi al terzo posto con 8 punti.

## Maglie e sponsor
Il fornitore tecnico per la stagione 2022-2023 è Macron, mentre lo sponsor ufficiale è Binn Group.
| Casa | Trasferta | Terza divisa |

### Rosa
| N. |                        | Ruolo | Calciatore             |
| -- | ---------------------- | ----- | ---------------------- |
| 1  | Inghilterra (bandiera) | P     | Remi Matthews          |
| 2  | Malta (bandiera)       | D     | James Brown            |
| 3  | Scozia (bandiera)      | D     | Tony Gallacher         |
| 4  | Scozia (bandiera)      | D     | Andy Considine         |
| 5  | Inghilterra (bandiera) | D     | Alex Mitchell          |
| 6  | Scozia (bandiera)      | D     | Liam Gordon (capitano) |
| 7  | Scozia (bandiera)      | A     | Stevie May             |
| 8  | Scozia (bandiera)      | C     | Murray Davidson        |
| 9  | Scozia (bandiera)      | A     | Chris Kane             |
| 10 | Canada (bandiera)      | C     | David Wotherspoon      |
| 12 | Inghilterra (bandiera) | P     | Elliot Parish          |
| 13 | Australia (bandiera)   | D     | Ryan McGowan           |
| 14 | Inghilterra (bandiera) | C     | Drey Wright            |
| 15 | Scozia (bandiera)      | C     | Charlie Gilmour        |

| N. |                              | Ruolo | Calciatore       |
| -- | ---------------------------- | ----- | ---------------- |
| 16 | Scozia (bandiera)            | A     | Zak Rudden       |
| 17 | Canada (bandiera)            | A     | Theo Bair        |
| 18 | Scozia (bandiera)            | C     | Cammy MacPherson |
| 19 | Scozia (bandiera)            | D     | Adam Montgomery  |
| 20 | Scozia (bandiera)            | P     | Ross Sinclair    |
| 22 | Svezia (bandiera)            | C     | Melker Hallberg  |
| 23 | Irlanda (bandiera)           | C     | Graham Carey     |
| 24 | Scozia (bandiera)            | D     | Callum Booth     |
| 25 | Scozia (bandiera)            | C     | Cammy Ballantyne |
| 26 | Scozia (bandiera)            | C     | Connor McLennan  |
| 29 | Scozia (bandiera)            | C     | Jamie Murphy     |
| 34 | Trinidad e Tobago (bandiera) | C     | Daniel Phillips  |
| 37 | Scozia (bandiera)            | A     | Nicky Clark      |